# كوزه كنان
كوزه كنان (بالفارسية: کوزه‌کنان) هي مدينة تقع في إيران في البلدة المركزية. يقدر عدد سكانها بـ 3,524 نسمة .